# Karl Hermann Frank
Pour les articles homonymes, voir Frank.
 (juillet 2017).
Karl Hermann Frank est un général SS allemand, originaire des Sudètes, né le 24 janvier 1898 à Carlsbad en royaume de Bohême et exécuté par pendaison le 22 mai 1946 à Prague.
À la suite des accords de Munich qui conduisent à l'annexion des Sudètes puis à celle de la Bohême-Moravie, il exerce à partir de 1939 les fonctions de secrétaire d'État puis, en 1943, celles de ministre d'État du protectorat de Bohême-Moravie.

## Biographie
Frank rejoint le parti national-socialiste des Sudètes (DNSAP) en 1919 et ouvre une librairie où il propose de la propagande nazie. Après l'interdiction du DNSAP, il milite activement au sein du Parti des nationaux allemands (DNP) puis du Front de la patrie des Sudètes (SHF).
En 1935, il rejoint la direction du parti des Sudètes de Konrad Henlein et il est élu député du SdP au Parlement tchèque. Après l'annexion des Sudètes par l'Allemagne en novembre 1938, il devient gauleiter adjoint des Sudètes aux côtés de Konrad Henlein. Son radicalisme lui vaut la sympathie d'Heinrich Himmler qui le nomme SS-Brigadeführer en novembre 1938, puis SS-Gruppenführer en 1939.
Après l'invasion de la totalité de la Tchécoslovaquie par les troupes allemandes et la mise en place du protectorat de Bohême-Moravie, Frank est nommé secrétaire d'État du protectorat et chef de la police et de la SS pour le protectorat, sous l'autorité théorique de Konstantin von Neurath qui a le titre de Reichsprotektor (« gouverneur »). En fait, Frank exerce le pouvoir réel, à cause de sa connaissance des affaires tchèques et du soutien dont il bénéficie de la part de Himmler. Ainsi, c'est lui qui pourchasse les opposants tchèques et procède à l'arrestation du Premier ministre Alois Eliáš. Ce faisant de manière non ouverte, Frank s'efforce de discréditer Neurath dont il espère prendre la place, mais en septembre 1941 c'est Reinhard Heydrich, le chef du RSHA, qui devient Stellvertretender Reichsprotektor in Böhmen und Mähren (« gouverneur adjoint » pour la Bohême et la Moravie). Malgré leur rivalité, les deux hommes parviennent à collaborer.

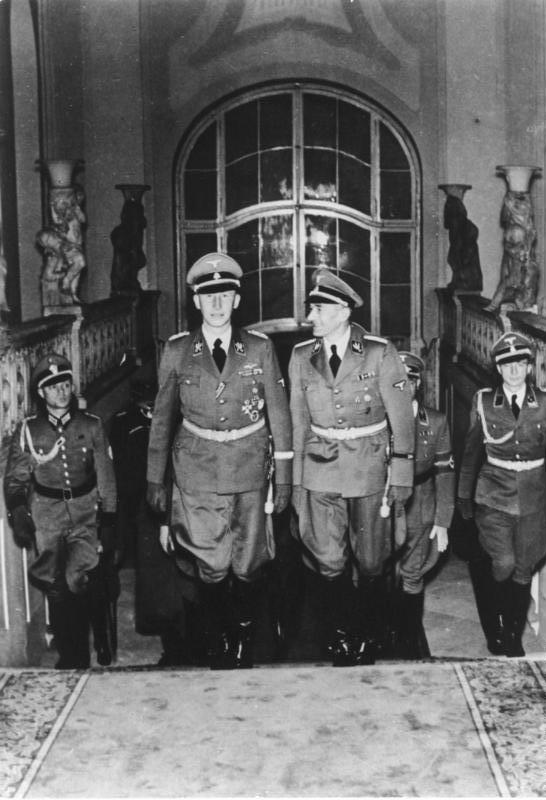
Frank (à droite) accompagne Heydrich pour une visite au château de Prague, résidence du président tchèque, Emil Hácha (automne 1941).

Après l'assassinat de Heydrich, Kurt Daluege, successeur de Heydrich en tant que « gouverneur adjoint », et Frank organisent ensemble les représailles avec la destruction des villages de Lidice et Ležáky en juin 1942. Frank conforte sa position, notamment lorsque Daluege est contraint de se reposer à compter de mai 1943, à la suite d’une grave attaque cardiaque. Daluege cesse définitivement ses fonctions en août 1943 et n'est pas remplacé à son poste de « gouverneur adjoint ». Ainsi, lorsque Wilhelm Frick succède à Neurath en août 1943 en tant que Reichsprotektor, c'est bien Frank qui est incontestablement l'homme le plus puissant de Bohême-Moravie : il est alors nommé ministre d'État avec les prérogatives d'un Premier ministre.
En outre, dans la hiérarchie SS, Frank a été promu SS-Obergruppenführer und General der Polizei en juin 1943.
Frank se rend à l'Armée américaine en mai 1945, et il est déféré devant un tribunal populaire extraordinaire qui le condamne à la pendaison en public, sentence exécutée dans la cour de la prison de Pankrác le 22 mai 1946.